# Butée machine
Le capteur à butée machine est un type de capteur de position utilisé pour rassembler les informations sur le mouvement et la position d’un objet, ainsi que pour modifier sa position, sa course. 

## Fonctionnement
Le phénomène physique à la base du fonctionnement de ce capteur est la mise en mouvement de l’objet associé au capteur. Ce capteur est un capteur de contact à action mécanique, fixe ou réglable. 

### Principe
Lorsque l’objet se met en mouvement le capteur enregistre sa position et actionne un organe de commande qui transmet le mouvement, c’est l'action mécanique sur la partie mobile du capteur qui permet d'établir ou non un contact électrique.
Ce mouvement est arrêté lorsqu'un interrupteur de position, qui peut être relié au capteur par butée machine, détecte la fin de course de l’objet.

### Caractéristiques
C’est un capteur de type codeur linéaire ou roue codeuse, peu sujet aux parasites électromagnétiques il fonctionne sous tension élevée. Il a tout de même un temps de réponse important 
Le signal en sortie de capteur est un signal logique ou analogique.

## Types

### Capteur de position rotatif incrémentiel
C’est un capteur de position logique, plus précisément un capteur de position par comptage d’événements. Il est constitué d’un disque gradué et transparent (ou réflectif) et de deux capteurs optiques de détection des graduations présentes sur le disque. 
Son avantage est la détection du mouvement relatif et de la direction du mouvement.
Il faut adapter le mécanisme au niveau de l’axe du capteur. Il nécessite aussi de la présence d’une structure électronique de traitement de l’information qui est parfois intégrée au capteur.

### Potentiomètre de recopie
C’est un capteur de position analogique. Un potentiomètre de recopie est constitué d’une résistance fixe sur laquelle peut se déplacer un contact électrique qu’on appel le curseur. Celui-ci est lié mécaniquement à la pièce dont on veut traduire le déplacement. Par contre il est isolé électriquement. La valeur de la résistance entre le curseur et l’une des extrémités fixes est en fonction de la position du curseur, c’est-à-dire de la pièce mobile dont on veut traduire électriquement la position. 
Il n’y a pas de structure d’adaptation ou de traitement spécifique du signal de sortie. L’information dite analogique est directement proportionnelle à la position angulaire. 
Le problème de ce capteur c’est que le siège de frottements internes qui est une source de bruit provoque une usure progressive du capteur suivis d’une dégradation de ces performances (linéarité, précision), d’où une limitation du nombre de manœuvres possibles. De plus, son fonctionnement peut-être affecté par humidité, poussière. Il faut aussi une adaptation mécanique à réaliser au niveau de l’axe du capteur.

### Interrupteur à lame souple ou contact «ILS»
C’est un capteur de position logique. Un relais miniature constitué d’une ampoule de verre remplie d’un gaz rare et à l’intérieur de laquelle se trouve un contact. Il est activé par la simple proximité d’un aimant. 
Un ILS se présente sous la forme d'un petit tube de verre. Ce tube est rempli de gaz inerte, il renferme deux petites lamelles flexibles en acier, souvent plaquées rhodium ou or, de façon à optimiser la qualité du contact et en évitant aussi toute forme d'oxydation. 
La particularité de l'ILS vient du fait qu'il est piloté par un champ magnétique, que ce soit un aimant ou une bobine, qui va provoquer le collage des lames souples.
Le temps mis par les lamelles pour entrer en contact lorsqu'un champ magnétique est appliqué est de l'ordre de 0,5 ms ce qui peut être trop long pour certaines applications. De plus, l’information issue du capteur est à adapter pour son exploitation par la partie commande du système et nécessite de la présence d’un aimant sur la partie mobile à détecter.